# Teresita Zazá
Teresa Juliana Lucía Maraval Torres (Plasencia, España; 6 de junio de 1893 - Barcelona, España; 23 de enero de 1980) cuyo nombre artístico  era Teresita Zazá fue una famosa tonadillera, cupletista y actriz española que hizo carrera también en Argentina.

## Carrera
Teresita Zazá fue una popular cantante, actriz y bailarina española. Era hija de Francisco Maraval, natural de Perpiñán (Francia) y contador de ferrocarril, e Inocencia Torres, natural de la ciudad de Plasencia. Sus hermanos fueron Gastón y Luciano.
El Trianon Palace, considerado como la catedral del género cupletista, situado en la calle Alcalá, anunció a Zazá de las variedades selectas.Empezó su carrera artística en 1912, a los diecinueve años.
En 1915, llega a Argentina, donde se desarrolló la etapa más importante de su carrera. En 1917 formó parte del espectáculo en honor de Manolita Rosales, quien se despedía de la ciudad. Junto al dúo Carlos Gardel y José Razzano y las tonadilleras Emilia Benito y Antonia Costa. En 1922 trabajó en Buenos Aires, en un programa cinematográfico bajo la dirección del maestro Carlos Macchiavelli junto con tres artistas debutantes: "Nati, la bilbanita" (famosa bailarina española) y Mario Pardo (cantor nacional). Dirigido por Humberto Cairo. En su larga instancia en Argentina hizo varias funciones en el Teatro Esmeralda (hoy Teatro Maipo, y tuvo como pianista principal al español Luis Martínez Serrano. Hizo impresionantes temporadas con el transformista italiano Leopoldo Frégoli, el cantor Carlos Gardel y la bailarina gallega Carolina “La bella” Otero, entre otros.
Entre sus éxitos más destacados está la Hora del té en 1913,tango al estilo argentino de Álvaro Retama y Ricardo Yust. Hizo varias presentaciones en el reconocido Teatro Español de Santa Rosa y en el pequeño Teatro Florida del Pasaje Guemes en Buenos Aires.
Fue una de las primeras en usar el término Alirón en una canción que celebraba las victorias del Athletic Club. El 10 de mayo de 1914 Los de San Mamés se habían proclamado aquella tarde campeones de España al derrotar por 2-1, en Irún, al España de Barcelona. Cuando Zazá abordaba la repetición de su última estrofa, un forofo local tuvo la ocurrencia de corregir a la artista, sustituyendo el postrer "pon, pon, pon" por la expresión "¡El Athletic Campeón!". Los asistentes eufóricos pero ignorantes de su hallazgo, salieron aquella noche del local, el viejo salón Vizcaya, en la calle de San Francisco, coreando el estribillo: ¡Alirón, Alirón, el Athletic Campeón!".
En 1923 da por finalizada su estancia en Buenos Aires, para comenzar la gira artística, en Lima (Perú), prosiguiendo por Panamá, La Habana (Cuba) y Ciudad de México. 
En 1927 reaparece en España, (Barcelona) en el Principal Palacio. Posteriormente se trasladara a Madrid actuando en el Teatro Romea y en Teatro maravillas, donde dará por finalizada su carrera como cantante el 22 de mayo. A partir de esa fecha fija su residencia en Madrid.
En 1929 debuta como actriz cinematográfica en la película española La del Soto del Parral,  con José Nieto y Carranque de los Ríos en los principales papeles.
Murió de causas naturales en una estancia de Barcelona el miércoles 23 de enero de 1980 a los 86 años. Le sobreviven sus nietos Daniel y Teresa.

## Temas interpretados
- ¡Hijo mío!
- Pajarito Cantor
- Presentimiento
- ¡Mujercita mía!
- ¡Pobre Madre!

## Teatro en Argentina
- 1916:Teatro Odeón de Mar del Plata. Gardel y Razzano comparten los aplausos con la actriz Orfilia Rico, la bailarina gitana Pastora Imperio y Teresita Zazá.
- 1916: Teatro Splendid, se concreta la tercera velada a beneficio de la escuela gratuita de Nuestra Señora de la Consolación, en la que participa junto a  los bailarines franceses “Los Demos” y el dúo Gardel-Razzano.
- 1917: Teatro Marconi, Representación de la opereta La Duquesa del Bal Tabarín junto a Manola Rosales, la bailarina Rosario Guerrero, la tiple Steffi Csillag, el actor Roberto Casaux y el dúo criollo Gardel-Razzano.
- 1917: Teatro Avenida, se lleva a cabo una gran fiesta organizada por el Diario Crítica en la cual participa.
- 1917: En el Teatro  Comedia, interpreta la obra La fuerza ciega, que se concreta en una velada en honor de la primera actriz Carmen Jordán.
- 1918: En el Teatro Empire, se realiza una velada para recaudar fondos para la Caja Social de la Asociación de Empleados Municipales.
- 1918: En el Teatro Nuevo, tiene lugar por la noche un programa extraordinario en honor y a beneficio de la cancionista Pepita Avellaneda.
- 1919: En el Teatro Avenida, por la tarde se lleva a cabo un festival extraordinario, organizado por las Sociedades Argentina e Internacional de Actores, en homenaje y beneficio del gran actor Pablo Podestá, que se hallaba recluido en una clínica de enfermos mentales.
- 1919: En el Teatro Nuevo se realiza una función extraordinaria en honor de José Antonio Saldías, autor de la obra Delirios de grandezas.
- 1920: Función en el Teatro Nacional, por la noche, con motivo de celebrar los Cronistas de Turf su fiesta anual-
- 1923: En el Teatro Florida –Galería Güemes- se ofreció una función en honor y a beneficio de la danzarina española Carmelita Delgado.
- 1923: Teatro Florida de la Galería Güemes se produce su debut junto al dúo Gardel-Razzano.